# Чембарський Леонід І.
Чембарський Леонід І. (рос. Чембарский Леонид И.) — радянський актор театру і кіно. Заслужений артист Вірменської РСР.

## Біографічні відомості
У 1922—1927 роки — актор Одеської кінофабрики ВУФКУ. Знімався, зокрема, у фільмах Леся Курбаса («Арсенальці», 1925), Петра Чардиніна («Укразія», 1925, «Тарас Трясило», 1927), Володимира Вільнера («Беня Крик», 1927), Володимира Баллюзека («Гамбург», 1926), Олександра Довженка («Ягідка кохання», 1926) та ін.
У 1957 році був актором Єреванського російського драматичного театру.

## Фільмографія
- 1922 : Голод і боротьба з ним
- 1924 : Аристократка — франт (к/м)
- 1925 : Арсенальці — начальник штабу, полковник
- 1925 : Марійка — франт
- 1925 : Радянське повітря — лейтенант (к/м)
- 1925 : Укразія — офіцер контррозвідки
- 1926 : Беня Крик — аукціонер / Цисін, в кафе «Фанконі» / начальник дільниці, присяжний повірений Цисін
- 1926 : В пазурах Радвлади — Красецький, приятель Вольфера
- 1926 : Гамбург — Віллі, шофер
- 1926 : Підозрілий багаж — пасажир на пароплаві
- 1926 : Тарас Трясило — син магната
- 1926 : Ягідка кохання — піжон (к/м)
- 1927 : У погоні за щастям
- 1939 : Гірський марш — Дабахов
- 1957 : Серце співає — ясновидець
- 1959 : Про що шумить річка — водій поливної машини